# 曽我祐次
曽我 祐次（そが ゆうじ、1925年12月 - 2019年4月18日）は、社会民主党品川支部顧問。元日本社会党副書記長。非議員。派閥は社会主義研究会に所属。

## 略歴
- 1925年 - 東京都生まれ[4]。
- 1947年 - 早稲田大学在学中に日本社会党品川支部に入党[5]。
- 1952年 - 左派社会党本部書記局入局[5]。
- 1955年 - 統一日本社会党入局[5]。
- 1960年 - 日本社会党本部退職[5]。
その後、日本社会党東京都本部書記長、委員長を務め、1967年の東京都知事選挙では、美濃部亮吉の当選に尽力。
- 1969年 - 党本部組織局長[5]。
- 1976年 - 日本社会党企画担当中執[4]。
- 1982年 - 飛鳥田一雄委員長の下で高沢寅男衆議院議員と新設された副書記長に就任[6]。
- 1986年 - 辞任[4]。
- 2003年 - 中国共産党中央対外連絡部の招きで、社民党代表団長として訪中[7]。
- 2019年4月18日 - 口腔癌により93歳で死去[8]。